# Lubricogobius dinah
Lubricogobius dinah és una espècie de peix de la família dels gòbids i de l'ordre dels perciformes.

## Morfologia
- Els mascles poden assolir 1,6 cm de longitud total.[1]

## Alimentació
Menja zooplàncton.

## Hàbitat
És un peix marí, de clima subtropical i associat als esculls de corall que viu entre 10-36 m de fondària.

## Distribució geogràfica
Es troba al Pacífic occidental: les Illes Ryukyu i Papua Nova Guinea.

## Observacions
És inofensiu per als humans.